# Зинченко, Иван Трофимович
Иван Трофимович Зинченко (1921 — 7 июля 1943, хутор Сырцево, Курская область) — старший сержант Рабоче-крестьянской Красной Армии, участник Великой Отечественной войны, Герой Советского Союза (1944).

## Биография
Родился в 1921 году в посёлке Белая Церковь (ныне — город в Киевской области Украины). Окончил семь классов школы, работал на заводе. В 1939 году был призван на службу в Рабоче-крестьянскую Красную Армию.
С июля 1941 года — на фронтах Великой Отечественной войны. К июлю 1943 года старший сержант Иван Зинченко командовал пулемётным взводом мотострелкового батальона 1-й механизированной бригады 3-го механизированного корпуса 1-й танковой армии Воронежского фронта. Отличился во время битве на Курской дуге.
7 июля 1943 года в бою у хутора Сырцево Яковлевского района (сегодня — территория Ивненского района) Белгородской области Зинченко подбил немецкий танк. Когда создалась критическая ситуация, обвязался противотанковыми гранатами и бросился под немецкий тяжёлый танк, подорвав его вместе с собой.
О подвиге пишет Д. А. Драгунский в книге «Годы в броне»:

 Героический подвиг совершил в этих боях командир пулеметного взвода нашей бригады старший сержант И. Т. Зинченко. Взвод под его командованием занимал оборону у высоты 254,5 в районе деревни Сырцево и успешно отбил несколько атак гитлеровских танков и пехоты. Но во время очередной атаки вражеским танкам удалось подойти к самым окопам. Тогда Зинченко метким броском противотанковой гранаты подбил средний танк. Однако вскоре за этим танком появился тяжелый «тигр».
Старший сержант сразу понял, какую страшную опасность несёт эта стальная махина пулеметным точкам его взвода. Мгновенно обвязавшись противотанковыми гранатами и взяв ещё по гранате в каждую руку, он с возгласом «Прощайте, друзья! Мстите за меня, за мою Родину — Украину!» бросился под гусеницы «тигра».
Раздался взрыв, танк вздрогнул и остановился… Родина высоко оценила бессмертный подвиг отважного воина. Указом Президиума Верховного Совета СССР старшему сержанту Ивану Трофимовичу Зинченко было присвоено звание Героя Советского Союза (посмертно)…
Мне было очень приятно, когда, читая содержательную книгу военных историков полковников Г. А. Колтунова и Б. Г. Соловьева «Курская битва», я увидел там строки, посвященные описанию подвига И. Т. Зинченко… 
Был похоронен на хуторе Сырцево Яковлевского района Белгородской области.
Указом Президиума Верховного Совета СССР «О присвоении звания Героя Советского Союза генералам, офицерскому, сержантскому и рядовому составу Красной Армии» от 10 января 1944 года за «образцовое выполнение боевых заданий командования на фронте борьбы с немецко-фашистскими захватчиками и проявленные при этом отвагу и геройство» был удостоен посмертно высокого звания Героя Советского Союза. Также был награждён орденами Ленина и Отечественной войны 1-й степени.

## Память
- В честь Зинченко названа школа и улица в Белой Церкви[1].
- Братская могила на хуторе Сырцево Ивнянского района Белгородской области, в которой похоронен Иван Зинченко является памятником истории культурного наследия России федерального значения под наименованием «Братская могила 239 советских воинов, где похоронен Герой Советского Союза старший сержант Зинченко Иван Трофимович»[5][6].